# Bikkia tetrandra
Bikkia tetrandra là một loài thực vật có hoa trong họ Thiến thảo. Loài này được (L.f.) A.Rich. mô tả khoa học đầu tiên năm 1829.